# Sant'Audace
Audace (Marsica, III secolo – Thora, 249-251) fu un soldato romano di origini marse che si convertì al cristianesimo. Fu martirizzato insieme ad Anatolia nel corso del III secolo. È venerato come santo dalla Chiesa cattolica.

## Agiografia
La narrazione della morte di Audace marsus nella Passio ss. Anatoliae et Audacis et s. Victoriae di Beda il Venerabile risale intorno al VII secolo. Gli elogi funebri riassunti nei martirologi di Adone di Vienne e di Usuardo furono accolti quasi totalmente nella revisione del Martirologio Romano operata da Cesare Baronio. Il martirio di Audace è legato a quello di Anatolia, giovane romana di famiglia nobile che rifiutò di sposare un patrizio, scegliendo di consacrarsi a Dio. Per questo motivo, l'imperatore Decio la fece imprigionare in uno dei feudi del nobile respinto, a Thora, condannandola a morte. Ad uccidere la giovane con il veleno di un serpente, come avveniva per i colpevoli di parricidio, fu chiamato dal magistrato Festino (o Faustino) il soldato romano, originario della Marsica, Audace. Costui, dopo aver rinchiuso Anatolia in una stanza con un serpente, tornò il giorno dopo nella prigione con l'intento di constatare la morte della donna. Una volta entrato fu però attaccato dallo stesso serpente che Anatolia riuscì ad addomesticare e a sua volta fu salvato. Profondamente colpito dalla grazia ricevuta, Audace si convertì alla fede cristiana. Poco dopo i due giovani furono giustiziati, probabilmente entrambi con una spada.

## Culto
Il ritrovamento dei corpi nella "valle Torana", avvenuto nella seconda metà del X secolo dall'abate sublacense Leone III, e la successiva donazione di alcune reliquie favorì la diffusione del culto, soprattutto nella Sabina e nelle Marche. I corpi furono collocati nel sepolcro posto sotto l'altare maggiore del Sacramento presso il monastero di Santa Scolastica a Subiaco. Nel Martirologio Romano è riportato al 9 luglio.
La pittura a olio sulla tela della pala d'altare che raffigura Anatolia nell'atto di liberare Audace dal serpente fu realizzata da Antonio Concioli nel 1775.